# 秦朝
秦朝（しんちょう）は、中国初の統一王朝である。紀元前221年から前206年まで存在し、秦朝を建てた皇帝は、始皇帝として知られている、姓は嬴（えい）、氏は趙。秦は現在の甘粛省や陝西省の秦の拠点に由来した。その文化的起源については、周の東克後に東方から移住した人々が始めたという「東来説」と西方から来たという「西来説」とで長年議論が交わされていたが、現在では殷文化、周文化、西戎文化といった多元的な文化を起源に持つと考えられている。
秦の強さは、戦国時代の紀元前4世紀の商鞅の法家改革により大いに高められた。紀元前3世紀中葉と後半に、秦は一連の迅速な征服を成し遂げ、弱体化した周を終わらせ、戦国七雄の6国を征服して全中国を支配した。
中国支配で秦は、強大な軍備を維持できる高度に形作られた権力と、安定した経済により統一された帝国を創造することを試みた。秦の中央政府は、貴族と地主の役割を極小化し人口の絶対多数を占める農民に対する直接的な支配をし広範な労働部隊への秦の関与を認めることで支配しようとした。このことは現在万里の長城として知られる北の国境の壁のような大規模事業の建設を可能とした。秦朝は通貨や度量衡が標準化され筆記の形態の統一が行われるような数個の改革も主導した。批判を制限し古い王朝の名残は全て粛清する企図は、後世の学者に大いに批判されている悪名高い焚書坑儒へと発展した。政府は高圧的で官僚主義的であったが、秦の軍事は、最新鋭の兵器や輸送手段、戦術を用いる点で革命的でもあった。
秦朝は全国を36郡に分けた。領土を広げるごとに、中央政府が支配する新たな郡を次々に置いた。五嶺の南、南越を支配した領土には、南海・桂林及び象郡の3郡を、北に匈奴を攻めて陰山以南を切り取った地には九原郡（現在の包頭市一帯）を置いた。
軍事的には強大であったとはいえ、秦朝は長く続かなかった。始皇帝が紀元前210年に死ぬと、始皇帝の息子である胡亥が、胡亥を通じて全王朝の行政に影響を及ぼし支配する企図を持って皇帝の元顧問の内の2人により皇帝に担ぎ上げられた。しかしこの顧問は二人とも死去し秦の第2代皇帝も死去することになる論争に巻き込まれた。大衆的な反乱は、2年後に発生し、弱体化した帝国は、漢の建国につながる楚の副官（劉邦）に暫くして降伏した。急速に終焉を迎えたとはいえ、秦朝は後世の帝国特に漢に影響を与え、中国の欧州名は、秦に由来すると考えられている。

## 歴史

秦之疆域

### 起源と初期の発展
紀元前9世紀、古代の伝説上の政治顧問の伯益（舜と禹の臣）の子孫非子は、秦市の支配を認められた。現在の天水市張家川回族自治県が、この都市がかつてあった場所である。周第8代の王孝王の時代、この地域は秦として知られることになった。共和の時代の紀元前897年、この地域は馬の養育に当てられる属領となった。非子の子孫の一人荘公は、この王朝の第13代の王平王から好感を持たれることになった。褒美として荘公の息子襄公は、正式に秦を建国する時期に遠征の指導者として東方に送られた。
近隣からの脅威による深刻な侵攻を受けることはなかったが、秦は紀元前672年に初めて中国中部に遠征隊を送った。しかし紀元前4世紀の初め、近隣は全て征服されていて、この段階は秦の拡張主義の興隆に向けた準備が整った時期であった。

### 勢力伸長
秦の政治家商鞅は、紀元前361年から紀元前338年に死去するまで数々の軍事的に有益な改革を主導し、秦の首都咸陽の建設にも協力した。後者の成果は、紀元前4世紀中葉に始まり、できた都市は、他の戦国時代の国々の首都に大いに似ていた。

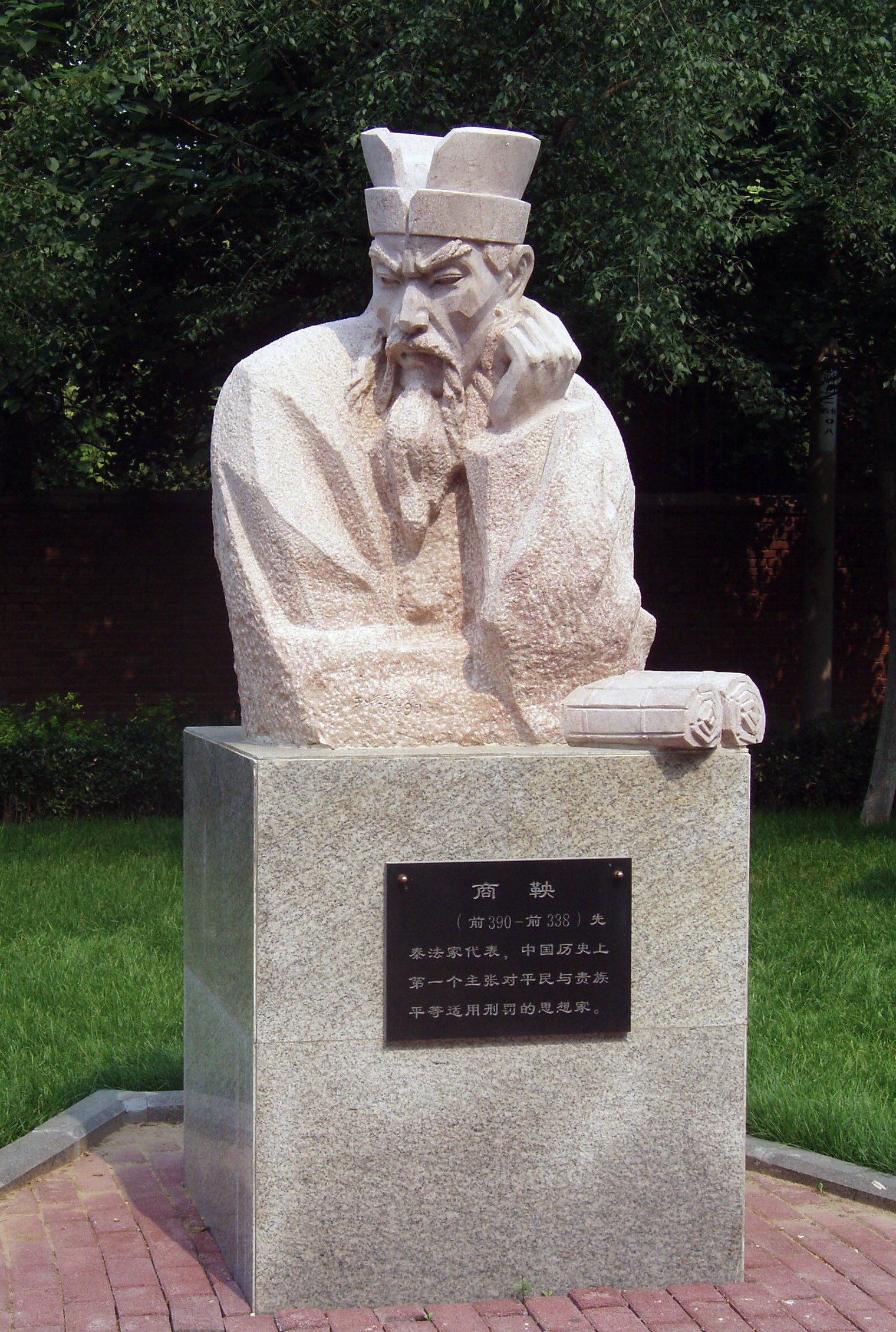
商鞅の大理石の胸像

商鞅の改革で最も有名なのは、実際的で無慈悲な戦争を促進した法家の哲学を支持していたことであった。対照的に周と次の戦国時代では、流行した哲学は、紳士の活動としての戦争に縛り付けていて、指揮官は戦闘における天の法であると理解したことを尊重するよう教育された。例えば宋の襄公が 戦国時代に楚と戦争をした際に渡河中に敵を攻撃するのを断った。渡り終え隊形を整えると、次の戦闘で決定的な敗北を喫した。助言者は後に敵に対するこのような過度の礼儀について忠告すると、「賢人は弱者を壊滅させたり敵が隊列を整える前に攻撃命令を出すことをしない」と言い返した。
秦は敵の弱点に優位に立ちながらこの軍事的伝統を無視した。魏の貴族は、秦を「強欲で邪悪で利益に聡く誠実でない国である。礼儀や相応しい関係、高潔な行為については無知で、物を得る機会があれば、動物のように家族を無視するであろう」と攻撃した。その人が長く続く支配者の強力な指導力や他国から有能な人物を引き抜く開放性、このような強力な政治的基礎を秦に与えた国内に殆どいない反対派に関連するこの法家の実践者であった。

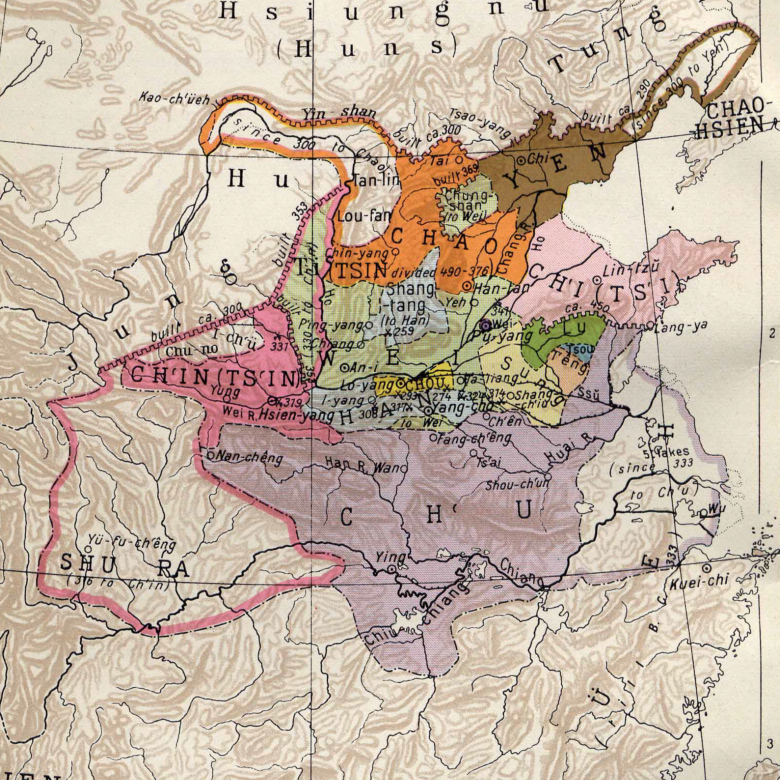
戦国時代の地図。秦は桃色で示している。

もう一つの秦の優位は、広大で効率的で 有能な将軍がいたことである。同様に兵器や輸送で最新の物を利用し、敵の多くが失われた。この後者の発展は、中国の多くの地域で最も標準化される数個の異なる地形で大きな可動性を与えた。従って思想と実践の両方で秦は軍事的に優れていた。
最終的に秦帝国は国を自然の要塞にする山々に守られた生産力や戦略的位置による地理的優位があった 。拡大する農業生産高は、食料と天然資源と共に秦の広大な軍を維持するのを助け、紀元前246年に作られた渭水は、この点で特に重要であった。

### 戦国時代の国々の征服
秦朝に先立つ戦国時代に優勢に争う主要な国は、燕・趙・斉・楚・韓・魏・秦であった。この国の支配者は、嘗て用いた低い肩書きを用いるよりも自らを王と位置付けた。しかし誰も周の王が用いたような「天命」があるとか犠牲を求める権利があると考えて上位に位置付けることはなかった（周の支配者のものとした）。
紀元前4世紀と紀元前3世紀の征服の前に秦は数回の挫折を経験した。法は貴族にさえ適用されると商鞅が主張したために処刑された学生について武王による怨恨により紀元前338年に商鞅が処刑された。紀元前307年の秦の継承に関する国内の反目もあり、秦の権力を幾分分散化させた。秦は紀元前295年に他の国の連合軍に敗れ、軍の主体がこの時斉に対する防衛にとられていたために一時趙にも敗れる危険があった。しかし暫くして積極的な政治家范雎が後継問題が解決されたために首相として権力を掌握し、他の国を征服する企図を持つ秦を促す晋や斉に始まる拡張主義政策を始めた。
秦は他国との争いには敏捷であった。初めて真東の韓を攻撃し、紀元前230年に国都新鄭・元国都陽翟を獲得した。それから北に向かい、趙が紀元前228年に降伏し、最北の燕が続き、紀元前226年に陥落した。続いて秦は東へと戦線を向かわせ、その後同様に南に向かい、紀元前225年に魏の国都大梁を獲得し、紀元前223年までに楚を降伏させた。最後に洛陽にある周の残存地を取り除き、斉を征服し、紀元前221年に国都臨淄を獲得した。
征服が紀元前221年に完了すると、始皇帝は 9歳で初めて秦の玉座につき、中国の事実上の支配者になった。首相呂不韋の退官で唯一の支配者としてその地位を確実なものにした。その際始皇帝という新たな名前に以前の三皇五帝の肩書きを付け加えた。新たに名乗った皇帝は、秦の所有でない武器は全て没収し溶かすよう命じた。集められた金属は、秦の新首都咸陽の観賞用彫像12体を建造するのに十分な量であった。

### 南方への拡大

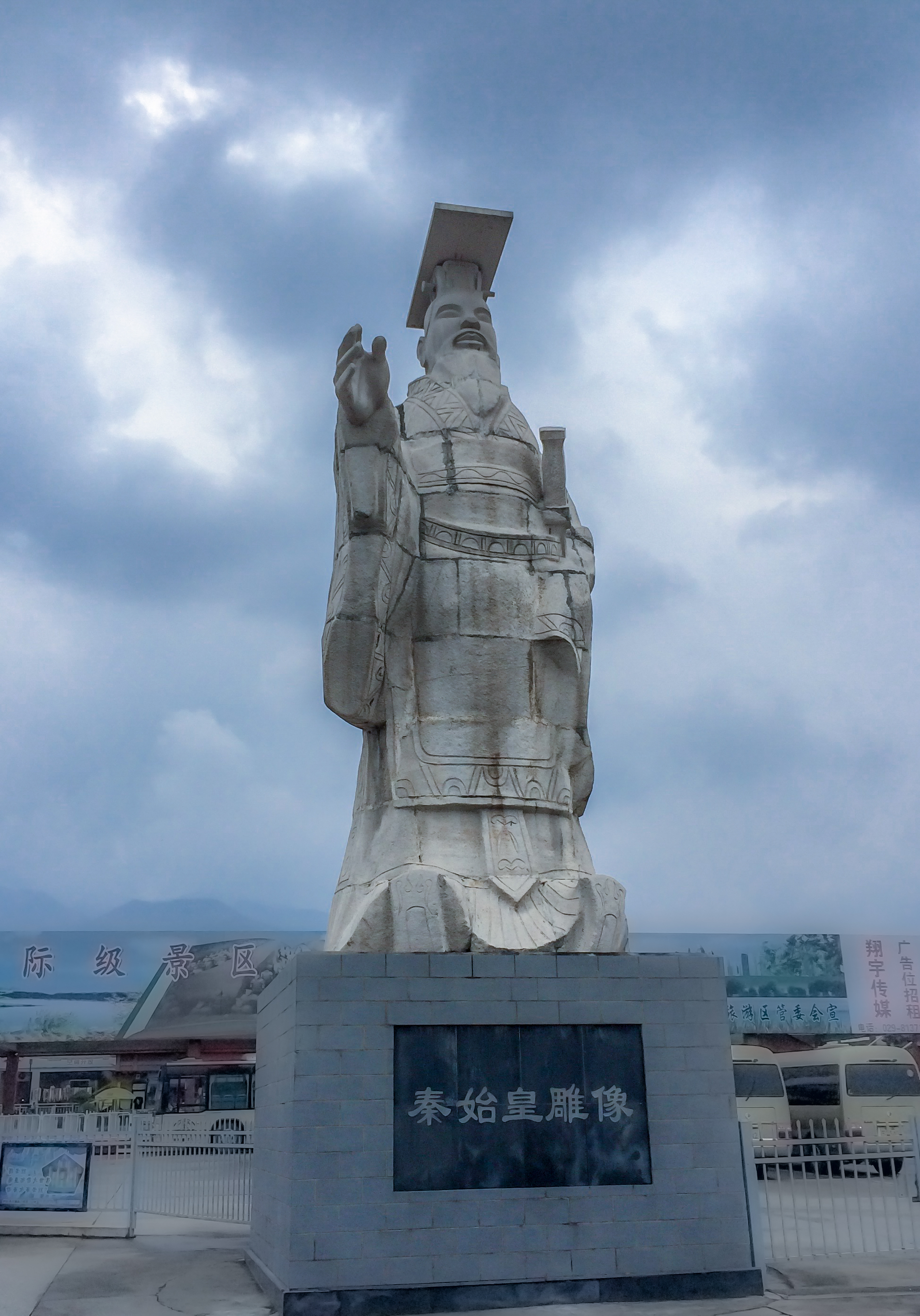
埋葬地近くの始皇帝の大理石の彫像

紀元前214年に始皇帝は大軍の一部（10万人）と共に北の国境線を固め、南の部族の領域を征服するために南方に軍の大半（50万人）を送った。中国に対する秦の支配に優先する事象に先立ち、南西の四川の多くを獲得していた。秦はジャングルでの戦いに慣れておらず、南方部族のゲリラ戦で10万人を超える損失を出して敗北した。しかしこの敗北で秦は南方への運河の建設に成功し、南方への第二次攻撃で軍を送り補強するのに大いに用いられた。こうしたものの建造で秦は広州 周辺の運河地帯を征服し、福州や桂林という地域を獲得した。ハノイに至る南方まで攻撃した。南方でのこの勝利の後、始皇帝は10万を超える捕虜を移動させ、新たに征服した地域の植民地化のために移住させた。帝国の境界線の拡張期間に始皇帝は南方で非常に成功した。

### 匈奴に対する軍事行動
しかしこの時期の帝国が北方に拡大する一方で秦は長期間その土地に踏み留まれたことは滅多になかった。秦が纏めて五胡と呼んだこの地域の部族は、秦の大半の時代は中国の支配を受けなかった。秦の農民との取引が禁止され、中国東北地方のオルドス地方に住む匈奴は、秦が報復するよう促しながら代わりに侵攻することが珍しくなかった。蒙恬将軍率いる軍事作戦後、この地域は紀元前215年に征服され、農業が始められたが、農民は不満を抱き、後に暴動を起こした。次の漢は、人が溢れたことでオルドス地方に拡大もしたが、その過程で資源を激減させた。オーウェン・ラティモアは二つの王朝がオルドス地方を征服しようとしたことについて「征服と拡大は、実体のないものであった。いかなる形であれ反応の起こる成功はなかった。」と述べた。確かにこのことは多角的に見て王朝の国境については事実であり、現代の新疆ウイグル自治区・チベット・満州・内モンゴル自治区・南東部の地域は、秦にとっては外国であり、軍事的に支配した地域でさえ文化的には別個のものであった。

### 失権

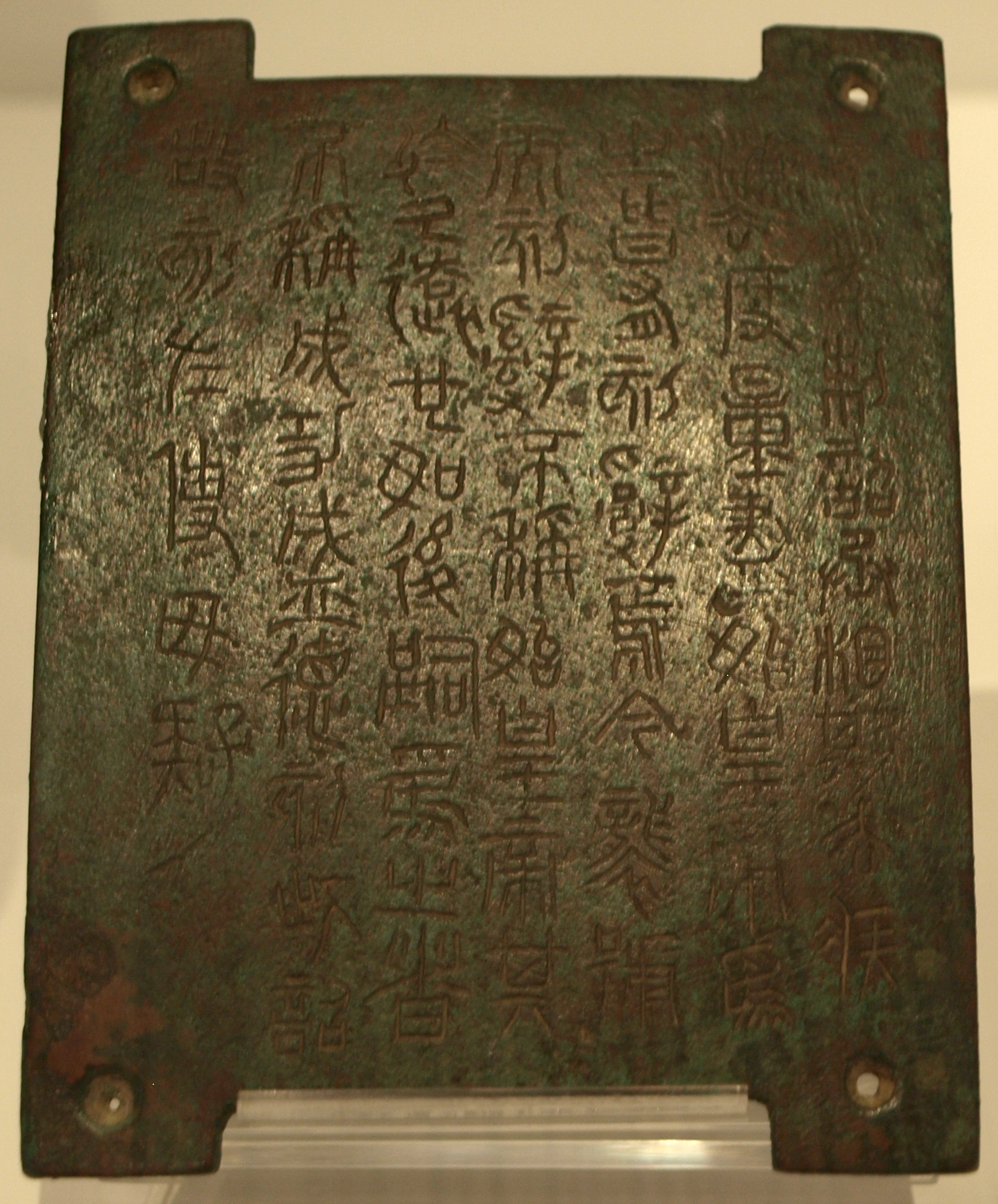
第2代皇帝の銅製の布告

始皇帝に対する暗殺が3度試みられ、始皇帝はその結果偏執狂的になり不死に取り憑かれた。始皇帝は秘薬は海の怪物に案内された島に残されていると主張する道士から不死の秘薬を入手する意図を持って帝国の東端に旅した紀元前210年に死去した。首席宦官趙高と首相李斯は、第2代皇帝になる死んだ皇帝の最も従順な息子胡亥に王位を譲る意思を翻意できるまで帰還中死の知らせを隠した。自分達の目的に合わせて胡亥を操作できると考え、従って事実上帝国を支配できると考えた。確かに胡亥は不器用で従順であった。多くの大臣や王子を処刑し、大規模な建造事業を続け（最も浪費した事業の一つは城壁に漆を塗ったことである）、軍備を増強し、増税し、悪い知らせをもたらした者を逮捕した。その結果中国全土で暴動が起き、官吏を襲撃し、群衆を決起させ、掌握された地域で王を自称する者が現れた。
この間、李斯と趙高は、失脚し、李斯は処刑された。趙高は胡亥の無能を理由に胡亥に自殺させることにした。このことに対して子嬰は、帝位に就き、直ちに趙高を処刑した。増大する騒乱が人民の間で拡大し多くの地方の官吏が自ら王を名乗るのを見ながら子嬰は、他の王と同じ王の一人と自ら表明することで帝位にしがみつこうとした。しかし自分の愚かな行為で傷つき、大衆の反乱が、紀元前209年に発生した。劉邦副官の下で楚の乱が起きると、そのような混乱の状態は長続きしなかった。子嬰は紀元前207年に渭水近郊で敗れ、まもなく降伏し、楚の指導者項羽に処刑された。秦の首都は、翌年破壊され、このことは秦帝国の終焉であると他の歴史家同様にダーク・ボッドから看做されている。その際劉邦は項羽を裏切り破り、紀元前202年2月28日に自ら漢の高祖 を名乗った。秦朝は、短い期間にもかかわらず後世の王朝の構造に、非常に大きな影響を与えた。

## 文化と社会

### 国内の生活
秦の貴族は、文化や日々の生活において非常に似通っていた。文化の地域差は、下層階級の象徴と看做された。このような地域差は政府が達成しようと躍起になる統一とは相容れないと見られたために、このことは周から始まり、秦により急に関心を持たれた。
人口の90％を超えていた 平民や田舎の村民は、生まれた村や農場を去ることは非常に稀であった。農場は殆ど違いはなかったが、通常の雇用形態は、地域により違った。職業は世襲で、父親の仕事は、死後長男に引き継がれた。『呂氏春秋』は「仕えさせる」者の理想像に関わりなく平民が物質的富にいつどのように取り憑かれても「物の提供を」減少する例を示した。
農民が秦朝やその後の王朝の文学に取り上げられるのは稀であり、学者やエリートは、都市の興奮や政治の魅惑の方を好んだ。有名な例外は、家族は自分の食料を育てるべきだと教える神農（所謂神の父）であった。「若い時期に耕さなければ、世界の人は、飢えて育つであろう。若い時期に編み物をしなければ、世界の人は凍えるであろう」秦はこれを促進し、農業における政治的関心と活動の模倣を作り出す特別な農場で交代で耕作を行う特別な官吏から構成される儀式は、数年に一度行われた。

### 建築
戦国時代の建築には数点確実な面があった。防御に使う城壁は、長く、それどころか数点の第2城壁は、時に異なる区域を分けるために建設されもした。権威と絶対権力の意識を生み出す連合構造の多機能性が強調された。高い塔や門、テラス、高い建物のような建築要素は、十分ここに伝わった。

### 哲学と文学
秦の書き言葉は、周の書き言葉のように表語文字であった。人生で最も影響を与えた達成物の一つとして李斯は全国で統一された大きさと形状となる筆記様式を標準化した。このことは千年間中国文化における統一効果となることになる。書道の小篆を創設することでも名を残し、現代中国にとって基礎をなし、依然として葉書やポスター、広告で用いられている。
戦国時代、諸子百家は中国の学者により提案された多くの異なる思想を構成した。しかし紀元前221年、始皇帝は全ての国を征服し、単一の思想法家で統治した。理由は分からないが、少なくとも1つの思想墨家は、根絶された。秦の国家思想と墨家がある点では似通っていたとはいえ、墨家が準軍事的行動により国軍から捜索され殺されたことは可能性としてある。
儒教と呼ばれる孔子の思想は、周の後半や帝国時代の初めの多くを通じて起きたように戦国時代にも影響を与えた。この思想は当時の中国文学を形成していた頌や文書・典礼・音楽・春秋、変更の「6古典」として知られる所謂儒教文学の規範があった。
秦朝では、他の法家に属さない思想と共に儒教は始皇帝により抑圧され、初期の漢の皇帝は、同じことをした。法家は封建制度を非難し、特に皇帝が違反すると、厳罰を奨励した。個人の権利が政府や支配者の意志と相反すると無効とされ、商人や学者は、非生産的と看做され、排除の対象とされた。古い思想の根絶を遂行するために採用された徹底的な手法の一つは、悪名高い焚書坑儒で、後世の学者の間で秦朝の荒涼とした評価を勝ち得た。権力を強固にする企図を持って始皇帝は法家や国家に挑戦する視点を唱道するあらゆる書物の焼却を命じた。この布告は紀元前213年に発布され、焼却するために書物を差し出すことを拒否した学者は全て生き埋めにされて処刑されることになることも規定した。法家から生産的と看做された唯一の書物は、保護され、その殆どは農業や易断、医学のような実用的な主題を論じたものであった。
しかし「焚書坑儒」に関する議論は残っている。今日多くの中国学者は、「大歴史家」に記録されたような「坑儒」はこの用語は単に恐らく「死罪」を意味したものとして額面通りには受け取れないと議論している。

### 政府と軍事

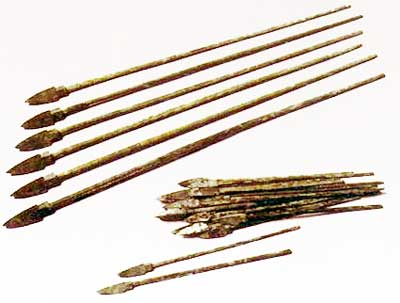
秦朝の弓矢（上）と弩弓（下）
謝辞：梁節明（音訳）

秦の政府は、高度に官僚主義的で、全員が始皇帝に仕える官僚機構により統治された。秦は最近占領された国々などの領域全てを支配することを始皇帝に認めながら韓非の教えの実践を行った。生活のあらゆる面が馬車の車軸の長さのような長さや言語から実用的な詳細まで標準化された。始皇帝と助言者は、中央集権化した官僚主義的な政府に置き換える中国の封建主義を終わらせる法律や習慣を導入した。この制度の下で有能な個人が転換した社会で容易に名をあげることができたので軍と政府の双方が成功した。後世の中国王朝は、儒教により非難されたとはいえ、その効率のために秦朝を手本にした。しかしこのような制度は、権力に飢えた個人に操作され得、このような事件の一例は、「官吏の記録」に記された。胡という司令官は、自分の殺した数多の「盗賊」を増やす目的で農民を攻撃するように部下に命じ、同様に自分の記録を増やしそうな上司が、このことを許した。
既に大改革を遂行している事実があるとはいえ、始皇帝は軍備でも改革を行った。軍は当時としては最高の武器を使用していた。戦国時代の剣の発明は、大きな進歩であった。初めは主として青銅製が用いられたが、紀元前3世紀までに秦は更に強い鉄製の剣を用いていた。この金属に対する需要は、弓の改良へと繋がった。クロスボウが紀元前4世紀に導入されていて、嘗て使われた複合弓より強力で的確であった。2つのピンを除去することで効果をなくすことも可能で、敵がクロスボウを獲得することができなくなった。

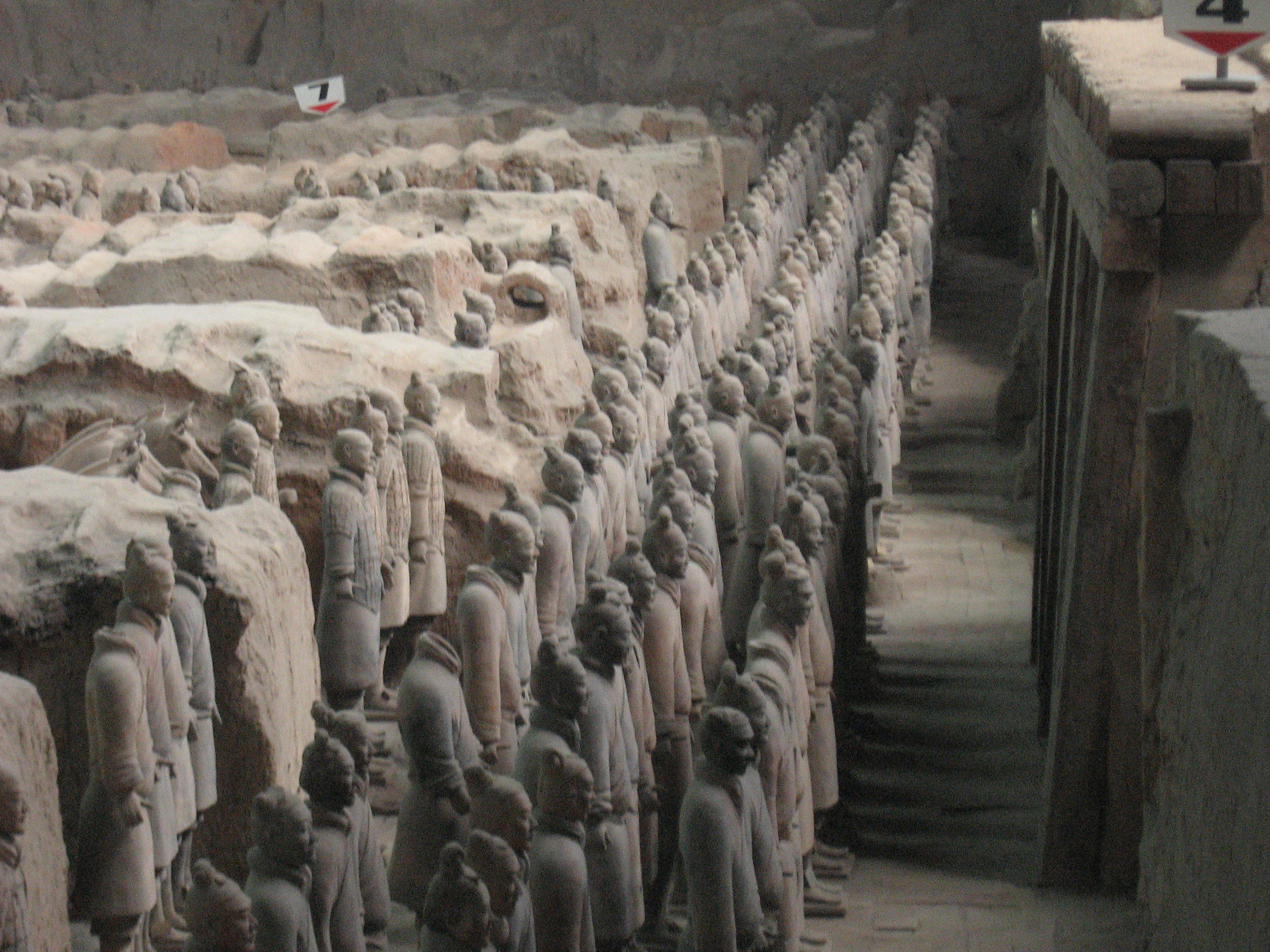
兵馬俑

秦は輸送と兵站の手法も改良した。趙は紀元前307年に初めて騎兵とともにチャリオットに置き換えたが、騎兵は中国の地形に対して大いに機動性があったので、この変更は急速に他の国に取り入れられた。
始皇帝は遊牧生活を送るモンゴル族に対して防御するために北の国境を要塞化する計画を発展させた。その結果は後に万里の長城となるものの初期の建設であり、封建領主により作られた壁の結合と補強により建造され、後世の王朝により度々拡張され再建されることになり、北からの脅威に対応もした。始皇帝の統治時代に作られたもう一つの事業は、死後に皇帝を守ることを目的にした兵馬俑であった。兵馬俑は地下にあるために目立たず、1974年まで発見されなかった。

### 宗教
秦の時代や事実初期の中国帝国の多くの時代の中国の優勢な宗教信仰は、神（簡単に言えば「精霊」）や陰、そうしたものが住むと言われる王国に焦点を当てていた。中国人は地球上のものと併存していると信じるこの別世界に接触する企図を持って犠牲を求めた。死者は単にある世界から別の世界へ移動すると言われた。他と同様に儀式は死者は他の王国に旅をし留まることを確実にし精霊の王国から賞賛を得る2つの目的を与えるという。
宗教的実践は、通常供物台のある地元の神社か神聖な区域で行われた。犠牲などの儀式では参加者や目撃者全ての感覚が煙や香、音楽と共に和らぎ霞むことになる。中心となって犠牲を捧げる人は、更に感覚を鈍らせ超自然的現象を理解する増大させる犠牲の前で断食をしたり瞑想することになる。厳格ではないが他の参加者は同様に準備した。
このような感覚を和らげることは、精霊の介在物（霊媒）の実践における要素でもあった。芸術の専門家は、トランス状態に陥るか超自然的状況を表す踊りをすることになる。この人々は芸術の結果として権力を握ることも珍しくなく、漢の方士欒大は、2000を超える世帯の支配を保証された。有名な漢の歴史家司馬遷は、愚かな計略と退けながらこのような実践を嘲笑した。
未来を予言したり支配する占いは、いまだもう一つの宗教的実践の形態であった。秦朝で一般的であった古代の実践は、未来を知るために骨や亀の甲羅を砕くことであった。自然現象を扱うのが一般的な手法であったが、初期の中国帝国で突如現れた占いの形態は、様々であった。彗星や食、旱魃は、起こることの前兆と看做された。

### Chinaの語源
「秦」という名前は、現代のヨーロッパ式国名Chinaの語源と考えられている。この言葉は恐らく「Cina」や「Sina」として初めてインド語派に持ち込まれたもので、「Sinai」や「Thinai」としてその際ギリシア語やラテン語に持ち込まれた。その際「China」や「Chine」として英語やフランス語に変換された。この語源はサンスクリットの「Sina」が秦朝より前に発展したと示唆する一部の学者からは嘲笑されている。紀元前7世紀に周に支配された国晋は、もう一つの可能性のある語源である。

## 秦朝の君主
注：昭襄王は既に秦が周を全滅させた時点で51年間秦を支配していたが、戦国時代の他の6国は、依然独立を保っていた。従って歴史家によっては翌年（昭襄王の52年目）を正式な周からの継承として用いた。
始皇帝は紀元前221年に中国を統一してから自ら「皇帝」と名乗った最初の中国の君主であった。従ってこの年は内戦で暫時中断する紀元前206年までの15年間続く「秦朝」の始まりと西洋の歴史家から一般に採用されている。
| 諡 / 肩書き                                                                    | 漢姓と中国人名                       | 統治期間                |
| ------------------------------------------------------------------------------ | ------------------------------------ | ----------------------- |
| 慣例：「秦」+諡                                                                |                                      |                         |
| 昭襄王                                                                         | 嬴稷（yíng jì）または嬴則（yíng zé） | 紀元前306年–紀元前250年 |
| 孝文王                                                                         | 嬴柱（yíng zhù）                     | 紀元前250年             |
| 荘襄王                                                                         | 嬴子楚（yíng zǐ chǔ）                | 紀元前249年–紀元前247年 |
| 秦朝（紀元前221年–紀元前206年）                                                |                                      |                         |
| 始皇帝                                                                         | 嬴政（yíng zhèng）                   | 紀元前246年–紀元前210年 |
| 胡亥（二世皇帝（Èr Shì Huángdì））                                             | 嬴胡亥（yíng hú hài）                | 紀元前210年–紀元前207年 |
| 子嬰は個人名か秦王子嬰（qín wáng zi yīng）を用いて参照されることが珍しくない。 |                                      |                         |
| 存在せず                                                                       | 嬴子嬰（yíng zi yīng）               | 紀元前206年             |